# 约鲁巴语
约鲁巴语（èdè Yorùbá）是西非超过4500万人使用的語言，是约鲁巴人的母语。其通行地區橫跨了尼日利亚、贝宁、多哥、塞拉利昂、北加纳，形成一個方言连续体。在巴西和古巴也有使用約魯巴語的移民族群。
约鲁巴语为孤立声调语言，意即它沒有詞形變化，且以聲調辨義。約魯巴語的句法结构为SVO。

## 音系
約魯巴語有三種可能的音節：單獨母音(V)、子音+母音(CV)和母音化鼻音(N)。且每個音節都有三種聲調：高‹´›、中 ‹¯› (一般可不標明)和低‹`›。由'n̄ ò lọ'(意即「我不去」)這個句子可知約魯巴語的聲調結構：
- n̄ — [ŋ̄] - 意即「我」
- ò — [ó] — 意即「不」，此為否定詞
- lọ — [lɔ] — 意即「去」

### 母音
標準的約魯巴語具有七個非鼻化母音及五個鼻化母音。約魯巴語沒有雙母音，而多個並排的母音中，每個單獨的母音都為獨立音節，並以此發音。其他方言的母音數可能會有不同。
|      | 非鼻化母音 | 非鼻化母音 | 鼻化母音 | 鼻化母音 |
| 前   | 後         | 前         | 後       |          |
| ---- | ---------- | ---------- | -------- | -------- |
| 閉   | i          | u          | ĩ        | ũ        |
| 中閉 | e          | o          |          |          |
| 中開 | ɛ          | ɔ          | ɛ̃        | ɔ̃        |
| 開   | a          | a          |          |          |

約魯巴語母音圖非鼻化母音以黑點表示其位置；鼻化母音以著色色塊表其可能的範圍。

第五個鼻化母音[ã]的狀態是具爭議性的。雖然此音出現於交談中，但一些作者認為此音不與其他音素對立；而此音也常常是[ɔ̃]的自由變體在書寫上，除非是在碰到做為/l/同位異音的[n](見「子音」一節)出現在鼻化母音前的狀況，例如inú這個表「內部、度子」的字，它在事實上的發音是[īnṹ]。，不然一般常藉由在母音符號後加‹n›來表鼻化母音(i.e., ‹in›, ‹un›, ‹ẹn›, ‹ọn›)

## 語法

### 語序
約魯巴語的語序如下：
- 基本語序：主詞─動詞─受詞(SVO)
- 介詞多為前置詞
- 名詞領屬、形容詞、指示詞、數詞、關係子句等皆置於其所修飾的名詞後。

約魯巴語語序示例如下：
O ra aga／（他買了椅子）
此句直譯為：他、買、椅子
ó nà Adé／（他打了Adé）
此句直譯為：他、打、Adé（Adé為一人名）

### 概覽
約魯巴語是種高度孤立的語言。其基本語序，如上所述，為主詞─動詞─受詞(SVO)。
儘管約魯巴語的名詞在語法上沒有性的區別，但它在指人名詞和非指人名詞上是有分別的。做為原尼日尔-刚果语名詞類別系統的遺跡，約魯巴語的這種區別只在疑問代詞上是顯著的，其中tani(意即「誰？」)用於人；而kini(意即「什麼？」)用於人以外的事物。

### 代詞
約魯巴語不是一種代詞脫落語，通常在主詞的位置必須有東西，也就是說，像*ra aga這樣的句子通常是不能接受的；然而，在第三人稱單數代詞出現於否定詞kò或未來時標明yóò前時，主詞是可省略的，因此像Kò lọ(意即「(他)不去」)和yóò lo(意即「(他)將會去」)這樣的句子是可接受的。

### 動詞
約魯巴語的動詞多半是單音節的，但亦有少部份有多個音節，且不随人稱做變化；另外，約魯巴語的一些動詞詞素是可拆開的，像fihàn(意即「介紹」)和bàjẹ́(意即「弄壞」)等動詞即為其例。如下所示(以下以粗體表示的部份為動詞詞素拆開後的各部份)：
- fihàn：

Olu fi Ade han Ola - Olu將Ade介紹給了Ola
- bàjẹ́：

Ojo ba isu naa jẹ́ - Ojo弄壞了蕃薯
約魯巴語有連動結構，它和漢語一樣，可在一個句子中將多個動詞並列。如下所示：
- Olú sáré lọ sí Ìbàdàn - Olú很快地去了Ìbàdàn

此句中sáré和lọ皆為動詞，其中sáré之意為「跑」，lọ之意為「去」。
動詞詞幹單獨出現時表一個已完成的動作；時態與體會藉ń(此為現在進行式/非完成體標明)、ti(此為過去時標明)等來標明。另外約魯巴語透過加於動詞前的質詞kò來表示否定。

#### 歷史
- Adetugbọ, Abiọdun. . Biobaku, S.O. (ed.)  (编). . 1973: 176–204.
- Biobaku, S.O. (ed.). . Oxford: Clarendon Press. 1973.
- Hair, P.E.H. . . Cambridge: Cambridge University Press. 1967.
- Law, R.C.C. . Biobaku, S.O. (ed.)  (编). . 1973a: 9–24.
- Law, R.C.C. . Biobaku, S.O. (ed.)  (编). . 1973b: 25–40.

#### 字典
- Abraham, Roy Clive. . London: University of London Press. 1958.
- CMS (Canon C.W. Wakeman, ed.). . Ibadan: University Press. 1950 [1937].
- Delanọ, Oloye Isaac. . London: Oxford University Press. 1958.
- Sachnine, Michka. . Paris: Karthala. 1997.

#### 文法書籍
- Adéwọlé, L.O. . Monograph Series no. 9. Cape Town: CASAS. 2000.
- Adéwọlé, L.O. . Monograph Series no. 10. Cape Town: CASAS. 2001.
- Bamgboṣe, Ayọ. . [West African Languages Survey / Institute of African Studies]. Cambridge: Cambridge University Press. 1966.
- Crowther, Samuel Ajayi. . London. 1852. 
— the first grammar of Yoruba.
- Rowlands, E.C. . London: The English Universities Press. 1969.
- Ward, Ida. . Cambridge: W. Heffer & Sons. 1952.

## 外部連結
- Yoruba World Centre - Information service, Heritage promotion, Language learning and Yorùbá digital content development (2000)
- Map of Yoruba language from the LL-Map project